# Лома (деревня)
 Лома  — деревня в Афанасьевском районе Кировской области в составе Ичетовкинского сельского поселения.

## География
Расположена на расстоянии примерно 31 км на юго-восток от райцентра поселка  Афанасьево.

## История
Известна с 1939 года как деревня Ломовская, в 1950 хозяйств 15 и жителей 60, в 1989 42 жителя. Современное название с 1978 года .  

## Население
Постоянное население составляло 55 человек (русские 98%) в 2002 году, 36 в 2010.